# Chusana Numkanitsorn
Chusana Numkanitsorn (thailändisch ชุษณะ นัมคณิสร, * 31. März 1989 in Rayong) ist ein thailändischer Fußballspieler.

## Karriere
Chusana Numkanitsorn spielt seit 2015 beim Navy FC in Sattahip. Wo er vor 2015 gespielt hat, ist unbekannt. Von 2015 bis 2018 spielte er mit dem Verein in der höchsten Liga des Landes, der Thai League. Die Saison 2018 schloss der Club mit einem 16. Tabellenplatz ab und er musste somit den Weg in die Zweite Liga, der Thai League 2, antreten. 2019 erreichte der Club einen 16. Tabellenplatz. Absteigen musste die Navy nicht, da Army United und der Thai Honda FC sich aus der Liga zurückzogen und Ubon United die Lizenz verweigert wurde. Nach 173 Spielen für die Navy wechselte er im Sommer zum Drittligisten Air and Coastal Defence Command FC. Mit dem Verein, der ebenfalls in Sattahip beheimatet ist, spielt er in der Eastern Region der Liga. In der Saison 2022/23 war er mit 13 Toren zusammen mit dem Brasilianer Luan Santos vom Chanthaburi FC Torschützenkönig der Region. Nach insgesamt 49 Ligaspielen, in denen er 16 Tore erzielte, wechselte er im Dezember 2023 zu seinem ehemaligen Verein, dem mittlerweile in der dritten Liga spielenden Navy FC. Nach acht Ligaspielen kehrte er im Sommer 2024 zum ACDC FC zurück.

## Auszeichnungen
Thai League 3 (East)
Torschützenkönig: 2022/23